# Strażnica WOP Rzędziny
Strażnica WOP Rzędziny – podstawowy pododdział graniczny Wojsk Ochrony Pogranicza pełniący służbę ochronną na granicy polsko-niemieckiej.

## Formowanie i zmiany organizacyjne
Strażnica została sformowana w 1945 w strukturze 13 komendy odcinka Szczecin jako 65 strażnica WOP [Nassenheide (Rzędziny)] o stanie 56 żołnierzy. Kierownictwo strażnicy stanowili: komendant strażnicy, zastępca komendanta do spraw polityczno-wychowawczych i zastępca do spraw zwiadu. Strażnica składała się z dwóch drużyn strzeleckich, drużyny fizylierów, drużyny łączności i gospodarczej. Etat przewidywał także instruktora do tresury psów służbowych oraz instruktora sanitarnego.
W związku z reorganizacją oddziałów WOP w 1948, strażnica podporządkowana została dowódcy 42 batalionu OP. Od stycznia 1951 strażnica podlegała dowódcy 123 batalionu WOP. 
Od 15 marca 1954 wprowadzono nową numerację strażnic, a 65 strażnica I kategorii otrzymała nr 63.
W lipcu 1956 rozwiązano 63 strażnicę WOP Rzędziny. Zadania rozwiązanej strażnicy przejęła strażnica Stolec i Dobra.

## Służba graniczna
Strażnice sąsiednie:
64 strażnica WOP Dobra, 66 strażnica WOP Myślibórz

## Dowódcy strażnicy
- kpt. Antoni Słowiński (był 10.1946)[c].
- ppor. Władysław Lorenc (1952)
- ppor. Jerzy Mazur - do 15.10.1955[11]
- ppor. Henryk Milkiewicz (15.10.1955-?)[11]